# Maxime Moreels
Maxime Moreels (* 12. Juni 1991) ist ein belgischer Badmintonspieler. 

## Karriere
Maxime Moreels startete 2012 und 2014 bei Europameisterschaften sowie 2014 bei den Weltmeisterschaften. National wurde er 2012 erstmals belgischer Meister. 2013 und 2014 gewann er bei den Titelkämpfen Silber. Bei den Venezuela International 2013 und den USA International 2013 belegte er Rang zwei. 2018 siegte er bei den Benin International.